# Danilo Popivoda
Danilo Popivoda, slovenski nogometaš in trener, * 1. maj 1947, Lovćenac, Jugoslavija, † 9. september 2021, Bijela, Črna Gora.
Popivoda je bil dolgoletni nogometaš Olimpije, za katero je odigral 227 prvenstvenih tekem in dosegel 58 golov, igral je tudi za nemški Eintracht Braunschweig. Leta 1974 je bil kot edini slovenski nogometaš najboljši strelec prve jugoslovanske lige.
Skupaj z Branetom Oblakom sta leta 1974 postala prva slovenska nogometaša, ki sta v dresu jugoslovanske reprezentance igrala na svetovnem prvenstvu. Skupno je za reprezentanco med letoma 1972 in 1977 odigral 20 tekem in dosegel pet golov, nastopil je tudi na Evropskem prvenstvu 1976.
18. septembra 2021 so pri Olimpiji upokojili njegov dres s številko 7.